# بزرگسالان راضی
بزرگسالان راضی (انگلیسی: Consenting Adults) فیلمی در ژانر مهیج به کارگردانی آلن جی پاکولا است که در سال ۱۹۹۲ منتشر شد.

## بازیگران
- کوین کلاین
- مری الیزابت ماسترانتونیو
- کوین اسپیسی
- ربکا میلر
- ای. جی. مارشال
- فارست ویتاکر